# Scamandra selene
Scamandra selene är en insektsart som beskrevs av Gustav Breddin 1901. Scamandra selene ingår i släktet Scamandra och familjen lyktstritar. Inga underarter finns listade i Catalogue of Life.